# Bertrand du Pouget
Bertrand du Pouget (ur. 1280 w Castelnau-Montratier, zm. 3 lutego 1352 w Villeneuve-lès-Avignon) – francuski kardynał okresu niewoli awiniońskiej.

## Życiorys
Pochodził z rodziny szlacheckiej z okolic Cahors (był seniorem niewielkiego lenna Pouget w baronii Castelnau). Studiował prawo kanoniczne, uzyskując tytuł doktora. W 1310 otrzymał pierwsze beneficja kościelne od papieża Klemensa V. Po wyborze kardynała Jacques'a D'Euse na papieża Jana XXII w sierpniu 1316 został kapelanem na dworze papieskim w Awinionie oraz archidiakonem Le Mans. Kilka miesięcy później, na konsystorzu 17 grudnia 1316 otrzymał nominację kardynalską z tytułem prezbitera S. Marcelli. Legat w Ferrarze w 1317 roku. W latach 1319–1334 przebywał w północnych Włoszech jako legat papieski, zbrojnie próbując przywrócić porządek i autorytet papieża na terenach nominalnie mu podległych. Odniósł początkowo wiele sukcesów, podporządkowując sobie m.in. Lombardię (1322-24) i region Emilia (1325). W marcu 1327 opanował Bolonię i został jej gubernatorem. 18 grudnia 1327 Jan XXII mianował go biskupem Ostia e Velletri. Markiz Ankony i hrabia Romanii w 1332.
Sukcesy kardynała we Włoszech okazały się nietrwałe. W marcu 1334 w Bolonii wybuchła zwycięska rebelia przeciw jego rządom. Pod koniec tego roku kardynał powrócił z Włoch do Awinionu aby wziąć udział w konklawe 1334. Niepowodzenie jego legacji miało duży wpływ na przekonanie nowego papieża Benedykta XII o bezcelowości powrotu do Rzymu i konieczności pozostania w Awinionie jeszcze przez długi czas. Brał udział w konklawe 1342. Zmarł w Villeneuve-lès-Avignon w wieku 72 lat.
Z uwagi na fakt, że był kardynałem biskupem Ostia e Velletri, niekiedy podaje się, że był dziekanem Kolegium Kardynalskiego, w rzeczywistości jednak nigdy nie sprawował tej funkcji.
Kardynał Bertrand du Pouget pojawia się na kartach powieści Umberto Eco pt. "Imię róży" jako przywódca delegacji papieża Jana XXII na spotkanie i dysputę teologiczną o ubóstwie Chrystusa z przedstawicielami zakonu franciszkanów.